# La Certosa
La Certosa je otok od 0,242 km², na sjeveroistoku Venecijanske lagune udaljen svega 250 metara od Venecije i oko 500 metara od Lida. Od susjednog otoka Vignole dijeli ga uski kanal od svega dvadeset metara. Otok je pregrađen zidom koji ga dijeli na južni i sjeverni dio.
Do 1997. godine otokom se koristila kao vojnim poligonom.pukovnija talijanskog mornaričkog pješaštva - Lagunari Serenissima.

## Karakteristike
La Certosa je rijetki otok u blizini visourbanizirane Venecije koji je ostao zelen, zbog toga je danas izuzetno značajan za ekološku ravnotežu u laguni. Otok je obrastao bjelogoričnim šumarcima, bijele topole, crne topole i jasena, ostatak otoka pokriven je travom i niskim grmljem (bagremom, kupinom i sličnim biljem). 

## Povijest
La Certosa (talijanski: = samostan) je od davnina sjedište samostana, prvo je bio augustinski samostan od 1199. godine, potom su Kartuzijanci iz Firence, 1424. godine izgradili samostan s crkvom. Na početku stoljeća, Napoleonovim ukazom - otok i samostan oduzeti su fratrima, i predati su vojci na uporabu.
Jedini objekt iz 16. stoljeća od kojeg su ostali samo tragovi je ruševni dvorac koji se nalazi na južnoj strani otoka, prema otoku Sant’Elena. Nakon što je 1958. godine prestala raditi tvornica pirotehničkih sredstava, te nakon što su 1968. godine i posljednje vojne jedinice napustile otok, svi objekti na otoku počeli su naglo i nezaustavljivo propadati. 
Tek od 1997. godine, počelo se ozbiljnije raditi na planu ekonomske revitalizacije i sanacije stanja okoliša i objekata na otoku, pod okriljem gradske uprave Venecije uz financijsku pomoć europskih fondova.
Od 1985. godine do danas, djeluje i Odbor Certosa e Sant'Andrea - koje vode venecijanski ekolozi Cesare Scarpa i Flavio Cogo, cilj ove udruge je mobiliziranje građana za zaštitu otoka od propadanja kao i obnova tih otoka kao budućih gradskih parkova Venecije. Oni organiziraju već 15 godina, Dan Certose koji okupi tisuće tisuće građana. Od prosinca 2000., Odbor Certosa e Sant'Andrea u suradnji s lokalnim zatvorom  "Onlus" uspostavio je stalnu nadzornu službu na otoku u cilju zaštite okoliša. Od 2003. godine na otoku radi Škola za zaštitu okoliša.

## Vanjske poveznice
Park Venecijanske lagune  Arhivirana inačica izvorne stranice od 2. svibnja 2008. (Wayback Machine)

Fotografije s otoka